# فلورا موری
فلورا موری (به انگلیسی: Flora Murray) (۸ مه ۱۸۶۹–۲۸ ژوئیه ۱۹۲۳) از پیشگامان پزشکی اسکاتلندی و یکی از اعضای اتحادیه سیاسی و اجتماعی زنان به نام سافرجت بود. او از سال ۱۹۱۴ تا پایان عمر خویش با همسر پزشک خود لوئیزا گرت اندرسون زندگی کرد.

## سنین جوانی و تحصیل
موری در ۸ مه ۱۸۶۹ در موریتویت در دام فرایشایر اسکاتلند، از پدر و مادری به نام جان موری و گریس هاریت زاده شد. پدر او یک زمین‌دار و ناخدای نیروی دریایی سلطنتی بود. موری چهارمین فرزند از شش فرزند خانواده بود. یکی از نخستین مشارکت‌های وی در زمینه پزشکی حضور در بیمارستان لندن در وایت‌چپل در سال ۱۸۹۰ بود. وی به عنوان یک پرستار آزمایشی برای یک دوره شش‌ماهه حضور یافت. موری تصمیم به آموختن پزشکی گرفت و در سال ۱۸۹۷ تحصیل در دانشکده پزشکی زنان لندن را آغاز کرد.
موری پیش از تحصیل در رشته پزشکی در دانشکده پزشکی زنان، در آلمان و لندن به تحصیل پرداخته بود. وی سپس به مدت ۱۸ ماه به عنوان دستیار پزشکی در یک نوانخانه در موسسه سلطنتی کریکتون در دام فرایشایر کار کرد. این تجربه در نوشتن پایان‌نامه دکترای او به نام «سازمان و مدیریت نوانخانه» (۱۹۰۵) بسیار مهم بود. وی تحصیلات پزشکی خود را در دانشگاه دورام به پایان رسانید و در سال ۱۹۰۳ مدرک کارشناسی و در سال ۱۹۰۵ مدرک دکترای خود را دریافت کرد. وی در سال ۱۹۰۶ ازدانشگاه کمبریج دیپلم بهداشت عمومی دریافت کرد.
موری در مدت حضور خود در اسکاتلند در ادینبورگ با دکتر السی اینگلیس، بنیانگذار جنبش بیمارستان‌های زنان اسکاتلندی زندگی می‌کرد. مورخانی مانند هامر و جنینگز اظهار داشتند که موری «اولین رابطه جدی لزبین» خود را با السی اینگلیس داشته‌است.

## حرفه

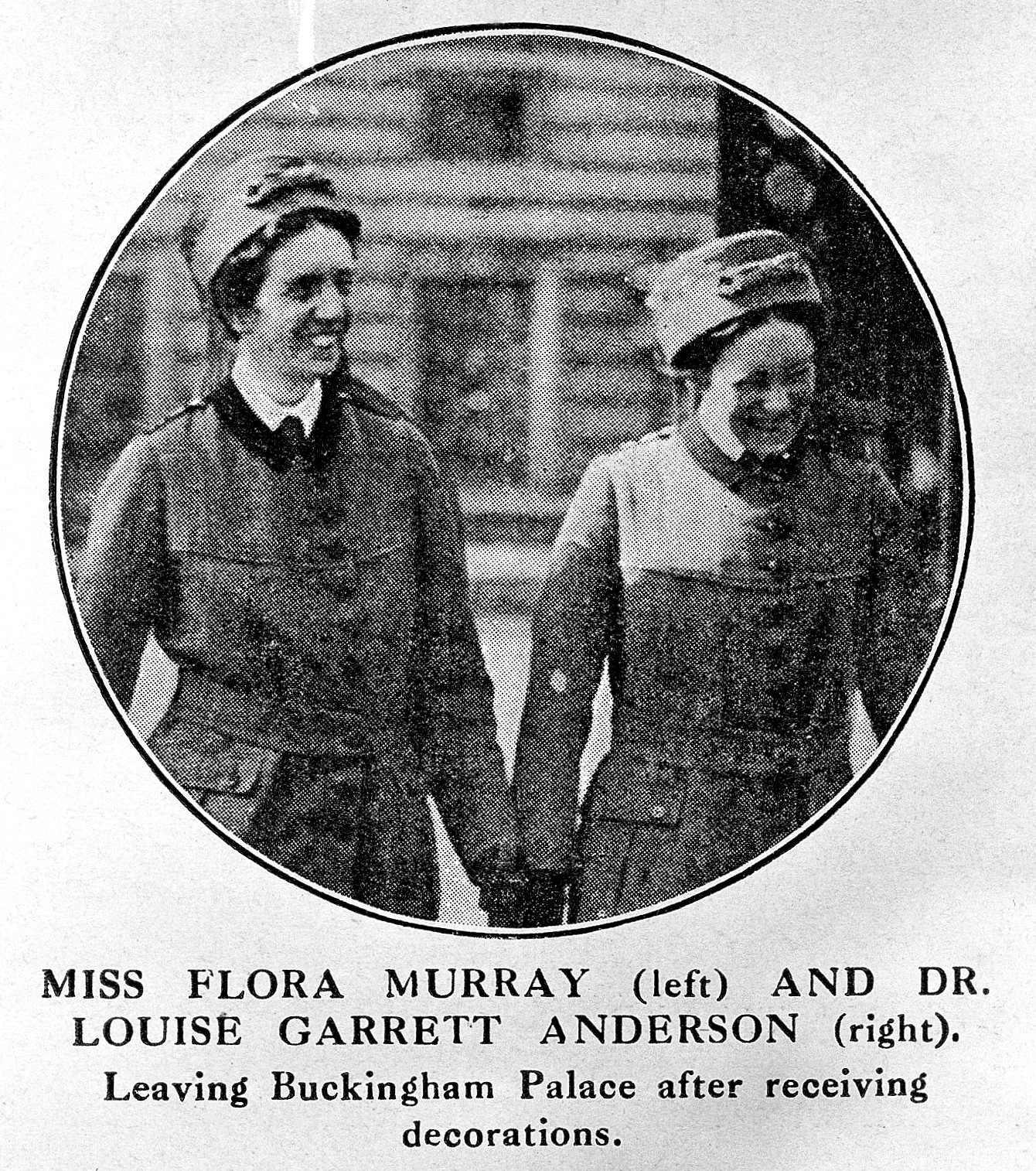
خانم فلورا موری (چپ) و دکتر لوئیز گرت اندرسون (راست) پس از دریافت مدال در حال ترک کاخ باکینگهام

### پزشک
در سال ۱۹۰۵ موری در بیمارستان کودکان بلگریو در لندن رئیس پزشکان و سپس در بیمارستان زنان چلسی متخصص بیهوشی بود. در سال ۱۹۰۵ لنست مقاله‌ای از او را منتشر کرد که دربارهٔ استفاده از ماده بیهوشی در کودکان و تحت عنوان اتیل کلرید به عنوان ماده بیهوشی برای کودکان بود.

### سافرجت
حضور موری در جنبش دادن حق رأی به زنان برای نخستین بار از زمانی شروع شد که او به عنوان یک عضو و فعال در اتحادیه ملی انجمن‌های رأی زنان میلیسنت فاوست فعالیت می‌کرد. وی سپس به عنوان حامی اتحادیه اجتماعی و سیاسی زنان به کار خود درگرفتن حق رأی برای زنان ادامه داد. او همچنین با مشارکت مداوم در جنبش ستیزه‌جویان، خدمات خود را به عنوان یک متخصص در مکان‌هایی همچون خانه سالمندان باغ پمبروک برای خانواده‌هایی که از دوران خورانیدن اجباری بهبود می‌یافتند، ارائه می‌داد.
او نقش رهبری را بر عهده گرفت و با سخنرانی در اجتماعات عمومی، عضویت در اعتراض به سرشماری سال ۱۹۱۱ و استفاده از دانش و مهارت پزشکی خود برای درمان سافرجت‌ها که به خازر فعالیت‌های خود آسیب دیده بودند، توانایی‌های خود را به عنوان یک کنشگر نشان داد. وی پس از آزادی از زندان به مراقبت از املین پنکهرست و سایر اعتصاب‌کنندگان غذا پرداخت و با پزشکان دیگر علیه خورانیدن اجباری زندانیان مبارزه کرد.

### بیمارستان کودکان زنان
موری در سال ۱۹۱۲ همراه با لوئیزا گرت اندرسون بیمارستان کودکان زنان (به انگلیسی: Women's Hospital for Children) را در لندن بنیانگذاری کرد. این بیمارستان برای کودکان طبقه کارگر مراقبت‌های بهداشتی فراهم می‌کرد و به تنها مکانی برای پزشکان زن تبدیل شده بود که می‌توانستند در مورد کودکان تجربیات بالینی به دست آورند. شعار بیمارستان «کارها نه واژگان» بود.

## مرگ
موری از سرطان رنج می‌برد و در ۲۸ ژوئیه ۱۹۲۳ در سن ۵۴ سالگی درگذشت. مرگ وی اندکی پس از یک جراحی در خانه سالمندان در همپستید لندن رخ داد. شریک زندگیش در هنگام مرگ در کنار او بود. موری در وصیت‌نامه خود همه چیز را به اندرسون سپرد. موری در کلیسای مقدس ترینیتی در پن، باکینگهام‌شر، نزدیک خانه پیشین او و همسرش به خاک سپرده شده‌است. گرچه اندرسون پس از مرگ سوزانده و خاکسترش بر فراز تپه‌های جنوب انگلستان پراکنده شد، یک سنگ قبر مشترک به یادبود هر دوی آن‌ها موجود است.